# 康佩尔旺
康佩尔旺（法語：Quemperven，法語發音：[kɛ̃pɛʁvɛ̃]）是法国阿摩尔滨海省的一个市镇，位于该省西北部，属于拉尼永区。

## 地理
康佩尔旺（48°43'30"N, 3°19'19"W）面积7.69 平方千米，位于法国布列塔尼大區阿摩尔滨海省，该省份为法国西北部沿海省份，位于布列塔尼半岛北部，北濒大西洋英吉利海峡，西接菲尼斯泰尔省，南至莫尔比昂省，东临伊勒-维莱讷省。
与康佩尔旺接壤的市镇（或旧市镇、城区）包括：卡韦内克-朗韦泽阿克、卡旺、朗戈阿特、朗梅兰、罗斯佩兹。

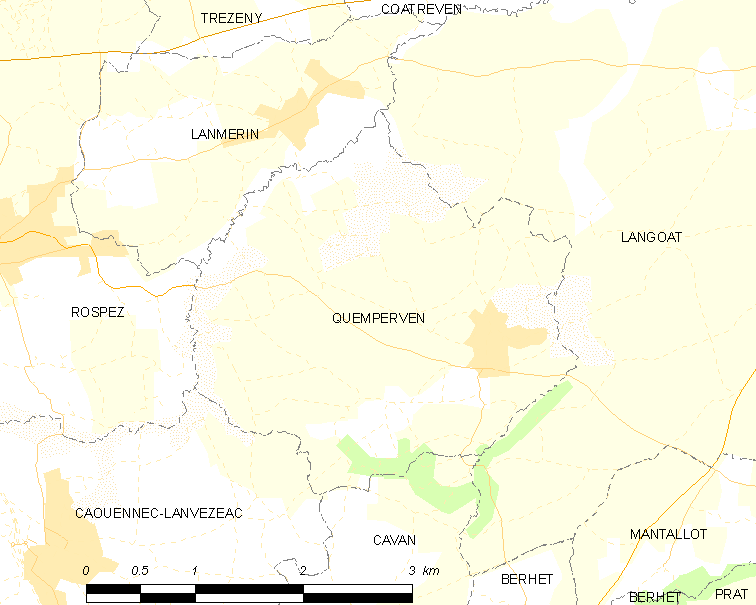
康佩尔旺的OSM定位图

康佩尔旺的时区为UTC+01:00、UTC+02:00（夏令时）。

## 行政
康佩尔旺的邮政编码为22450，INSEE市镇编码为22257。

## 政治
康佩尔旺所属的省级选区为贝加尔县。

## 人口

1962-2008年间康佩尔旺人口变化图示

康佩尔旺于2022年1月1日时的人口数量为416人。